# آرون مانبی
آرون مانبی (به انگلیسی: Aaron Manby) یک کشتی بود که طول آن ۱۰۶ فوت (۳۲ متر) بود.